# Lista reprezentacji w piłce nożnej mężczyzn należących do FIFA
Lista reprezentacji mężczyzn, które należą do FIFA – poniższa lista przedstawia 211 narodowych federacji (55 z UEFA, 54 z CAF, 46 z AFC, 35 z CONCACAF, 11 z OFC i 10 z CONMEBOL) piłki nożnej będących członkami FIFA (185 krajów, 3 nieuznawane państwa, 9 autonomii i 14 terytoriów zależnych stan z 13 maja 2016). Ośmioma najstarszymi członkami od 1904 roku są: Belgia, Dania, Francja, Hiszpania, Holandia, Niemcy, Szwecja i Szwajcaria, najmłodszymi zaś od 2016 roku są Gibraltar i Kosowo.

## Lista
Podział według państw

### A
- Afganistan od 1948 roku
- Albania od 1932 roku
- Algieria od 1964 roku
- Andora od 1996 roku
- Angola od 1980 roku
- Antigua i Barbuda od 1 listopada 1981 roku[2]
- Arabia Saudyjska od 1956 roku
- Argentyna od 1912 roku
- Armenia od 1992 roku[3]
- Australia od 1963 roku
- Austria od 21 października 1919 roku[4]
- Azerbejdżan od 1994 roku[3]

### B
- Bahamy od 10 lipca 1973 roku[5]
- Bahrajn od 1968 roku
- Bangladesz od 1976 roku
- Barbados od 1968 roku
- Belgia od 1904 roku
- Belize od 1986 roku
- Benin od 1975 roku[6]
- Bhutan od 2000 roku
- Białoruś od 1992 roku[3]
- Boliwia od 1926 roku
- Bośnia i Hercegowina od 1996 roku[7]
- Botswana od 1978 roku
- Brazylia od 1923 roku
- Brunei Darussalam od 1972 roku
- Bułgaria od 1924 roku
- Burkina Faso od 1984 roku[8]
- Burundi od 1972 roku

### C
- Chile od 1913 roku
- Chińska Republika Ludowa od 1931 roku
- Chorwacja od 1992 roku[9]
- Cypr od 1948 roku
- Czad od 1964 roku
- Czarnogóra od 2007 roku[10]
- Czechy od 1907 roku[11]

### D
- Dania od 1904 roku
- Demokratyczna Republika Konga od 1964 roku[12]
- Dominika od 1994 roku
- Dominikana od 1958 roku
- Dżibuti od 1994 roku

### E
- Egipt od 1923 roku[13]
- Ekwador od 1926 roku
- Erytrea od 1998 roku
- Estonia od 1923 roku[3]
- Eswatini od 1978 roku
- Etiopia od 1952 roku

### F
- Fidżi od 1964 roku
- Filipiny od 1930 roku
- Finlandia od 1908 roku
- Francja od 1904 roku

### G
- Gabon od 1966 roku
- Gambia od 1968 roku.
- Ghana od 1958 roku
- Grecja od 1927 roku
- Grenada od 1978 roku
- Gruzja od 1992 roku[3]
- Gujana od 1970 roku
- Gwatemala od 1946 roku
- Gwinea od 1962 roku
- Gwinea Bissau od 1986 roku
- Gwinea Równikowa od 1986 roku

### H
- Haiti od 1934 roku
- Hiszpania od 1904 roku
- Holandia od 1904 roku
- Honduras od 1946 roku

### I
- Indie od 1948 roku
- Indonezja od 1952 roku
- Irak od 1950 roku
- Iran od 1948 roku
- Irlandia od 1923 roku
- Islandia od 1947 roku
- Izrael od 1948 roku, wcześniej jako  Brytyjski Mandat Palestyny w latach 1929-1948

### J
- Jamajka od 1962 roku
- Japonia od 1929 roku
- Jemen od 1980 roku
- Jordania od 1956 roku

### K
- Kambodża od 1954 roku[14]
- Kamerun od 1962 roku
- Kanada od 1913 roku
- Katar od 1972 roku
- Kazachstan od 1994 roku[3]
- Kenia od 1960 roku
- Kirgistan od 1994 roku[3]
- Kolumbia od 1936 roku
- Komory od 2005 roku
- Kongo od 1964 roku[15]
- Korea Południowa od 1948 roku
- Korea Północna od 1958 roku
- Kostaryka od 1927 roku
- Kuba od 1929 roku
- Kuwejt od 1964 roku

### L
- Laos od 1952 roku
- Lesotho od 1964 roku
- Liban od 1936 roku
- Liberia od 1964 roku
- Libia od 1964 roku
- Liechtenstein od 1976 roku
- Litwa od 1923 roku[3]
- Luksemburg od 1910 roku

### Ł
- Łotwa od 1923 roku[3]

### M
- Macedonia Północna od 1994 roku[16]
- Madagaskar od 1964 roku
- Malawi od 1968 roku
- Malediwy od 1986 roku
- Malezja od 1954 roku
- Mali od 1964 roku
- Malta od 1960 roku
- Maroko od 1960 roku
- Mauretania od 1970 roku
- Mauritius od 1964 roku
- Meksyk od 1929 roku
- Mjanma / Birma od 1948 roku
- Mołdawia od 1994 roku[3]
- Mongolia od 1998 roku
- Mozambik od 1980 roku

### N
- Namibia od 1992 roku
- Nepal od 1972 roku
- Niemcy od 1904 roku
- Niger od 1964 roku
- Nigeria od 1960 roku
- Nikaragua od 1950 roku
- Norwegia od 1908 roku
- Nowa Zelandia od 1948 roku

### O
- Oman od 1980 roku

### P
- Pakistan od 1948 roku
- Panama od 1938 roku
- Papua-Nowa Gwinea od 1966 roku
- Paragwaj od 1925 roku
- Peru od 1924 roku
- Polska od 1923 roku
- Południowa Afryka od 1992 roku[17]
- Portugalia od 1923 roku

### R
- Republika Środkowoafrykańska od 1964 roku
- Republika Zielonego Przylądka / Wyspy Zielonego Przylądka od 1986 roku
- Rosja od 1912 roku[3]
- Rumunia od 1923 roku
- Rwanda od 1978 roku

### S
- Saint Kitts i Nevis od 1992 roku
- Saint Lucia od 1988 roku
- Saint Vincent i Grenadyny od 1988 roku
- Salwador od 1938 roku
- Samoa od 1986 roku
- San Marino od 1988 roku
- Senegal od 1964 roku
- Serbia od 5 czerwca 2006 roku[18]
- Seszele od 1986 roku
- Sierra Leone od 1960 roku
- Singapur od 1952 roku
- Słowacja od 1907 roku, także jako  Czechosłowacja w 1920-1993 roku.
- Słowenia od 1992 roku[9]
- Somalia od 1962 roku
- Sri Lanka od 1972 roku[19]
- Stany Zjednoczone od 1914 roku
- Sudan od 1 stycznia 1956 roku[20]
- Sudan Południowy od 2012 roku
- Surinam od 1929 roku
- Syria od 1946 roku
- Szwajcaria od 1904 roku
- Szwecja od 1904 roku

### T
- Tadżykistan od 1994 roku[3]
- Tajlandia / Syjam od 1925 roku
- Tanzania od 1964 roku
- Timor Wschodni od 2005 roku
- Togo od 1964 roku
- Tonga od 1994 roku
- Trynidad i Tobago od 1964 roku
- Tunezja od 1960 roku
- Turcja od 1923 roku
- Turkmenistan od 1994 roku[3]

### U
- Uganda od 1960 roku
- Ukraina od 1992 roku[3]
- Urugwaj od 1923 roku
- Uzbekistan od 1994 roku[3]

### V
- Vanuatu od 1988 roku

### W
- Wenezuela od 1952 roku
- Węgry od 1907 roku
- Wietnam od 1964 roku
- Włochy od 1905 roku
- Wybrzeże Kości Słoniowej od 1964 roku
- Wyspy Salomona od 1988 roku
- Wyspy Świętego Tomasza i Książęca od 1986 roku

### Z
- Zambia od 1964 roku
- Zimbabwe od 1 czerwca 1979 roku[21]
- Zjednoczone Emiraty Arabskie od 1974 roku

Podział na państwa nieuznawane
- Kosowo od 2016 roku
- Palestyna od 1998 roku[22]
- Tajwan / Chińskie Tajpej / Republika Chińska od 1954 roku

Podział według autonomii
- Anglia od 1905 roku
- Aruba od 1988 roku
- Curaçao od 1932 roku
- Hongkong od 1954 roku
- Irlandia Północna od 1911 roku
- Makau od 1978 roku
- Portoryko od 1960 roku
- Szkocja od 1910 roku
- Walia od 1910 roku

Podział według terytoriów zależnych
- Anguilla od 1996 roku
- Bermudy od 1962 roku
- Brytyjskie Wyspy Dziewicze od 1996 roku
- Gibraltar od 2016 roku
- Guam od 1996 roku
- Kajmany od 1992 roku
- Montserrat od 1996 roku
- Nowa Kaledonia od 2004 roku
- Samoa Amerykańskie od 1998 roku
- Turks i Caicos od 1998 roku
- Wyspy Owcze od 1988 roku
- Wyspy Dziewicze Stanów Zjednoczonych od 1998 roku
- Wyspy Cooka od 1994 roku

Podział według Wysp
- Tahiti od 1990 roku